# فهرست افتخارات باشگاه فوتبال یوونتوس

## افتخارات

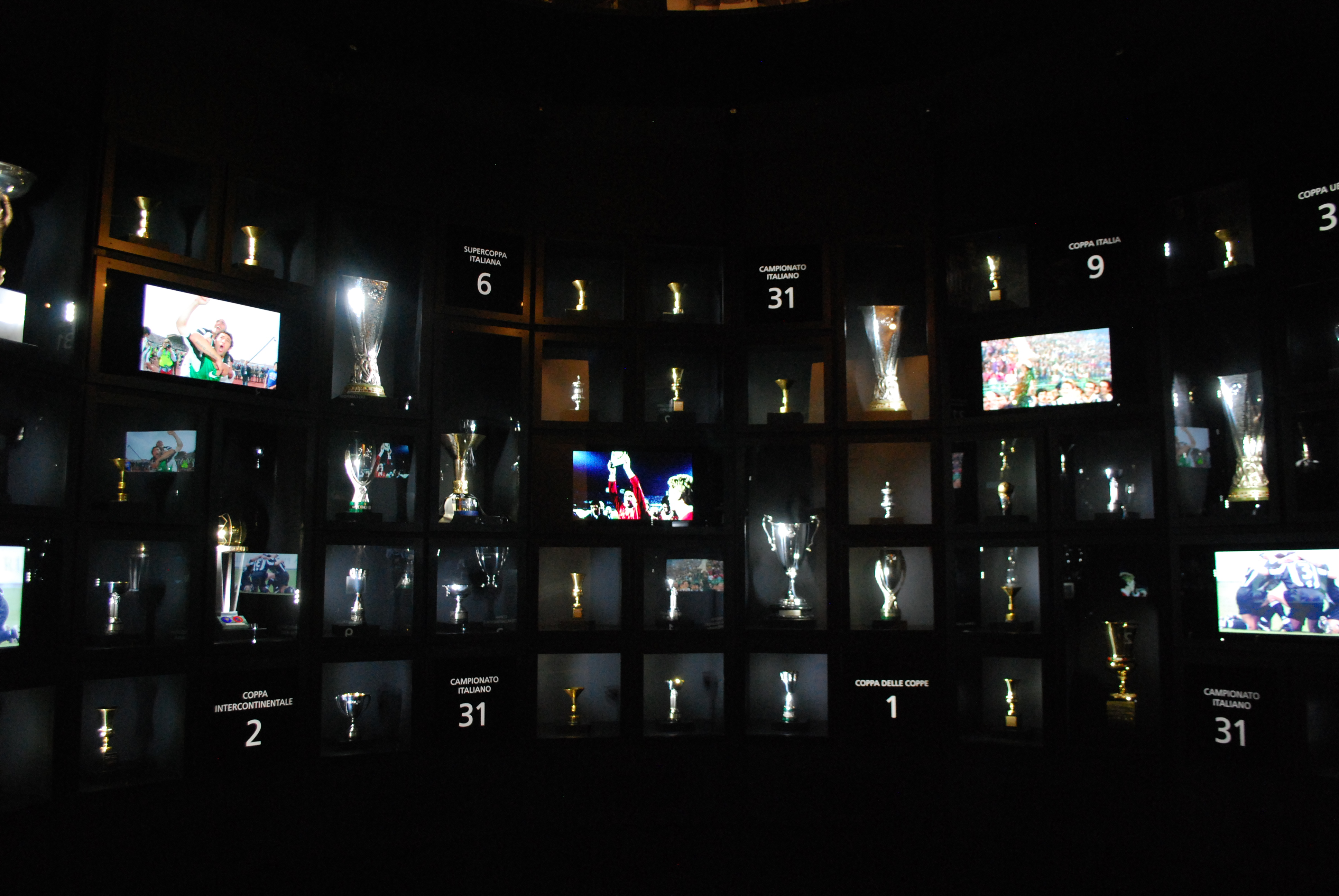
موزه یوونتوس

- یوونتوس یکی از پرافتخارترین باشگاه‌های فوتبال ایتالیا و اروپا است. باشگاه یوونتوس توانسته‌است ۳۶ مرتبه قهرمان سری آ[۱] ایتالیا شود،[۲] بیشتر هر تیم دیگر. یوونتوس تنها تیم تاریخ فوتبال ایتالیا است که توانسته‌است ۹ فصل متوالی عنوان قهرمانی سری آ را از فصل ۲۰۱۱–۱۲ الی ۲۰۱۹–۲۰ به‌دست آورد.[۳] همچنین یوونتوس توانسته‌است ۱۵ مرتبه جام قهرمانی جام حذفی ایتالیا را بالای سر ببرد که در این زمینه هم رکوردار محسوب می‌شود. یوونتوس تنها باشگاه تاریخ فوتبال ایتالیا است که توانسته‌است ۴ فصل متوالی عنوان قهرمانی جام حذفی ایتالیا را از فصل ۲۰۱۴–۱۵ الی ۲۰۱۷–۱۸ به‌دست آورد. در سوپر جام ایتالیا نیز یوونتوس با ۹ قهرمانی رکوردار محسوب می‌شود. یوونتوس از فصل ۲۰۱۴–۱۵ الی ۲۰۱۷–۱۸، توانسته‌است ۴ فصل متوالی دوگانه داخلی را کسب کند،[توضیح ۱] که از این حیث در تاریخ فوتبال ایتالیا رکورددار محسوب می‌شود.
- باشگاه یوونتوس با کسب ۱۱ جام اروپایی-بین‌المللی و در مجموع با کسب ۷۱ جام معتبر[توضیح ۲] جز پر افتخارترین باشگاه‌های جهان محسوب می‌شود.[۴] باشگاه یوونتوس جزء پنج باشگاهی است که موفق به کسب هر سه جام معتبر اروپایی شده‌است،[توضیح ۳] یوونتوس به عنوان دومین باشگاه موفق قرن بیستم به انتخاب فدراسیون بین‌المللی تاریخ و آمار فوتبال انتخاب شد. همچنین یوونتوس در موفق‌ترین باشگاه‌های قرن بیستم به انتخاب فیفا توانست رتبه هفتم را به نام خود کند. یوونتوس دو مرتبه در سال‌های ۱۹۹۳ و ۱۹۹۶ توانسته‌است به عنوان بهترین باشگاه فوتبال اروپا در سال از سوی فدراسیون بین‌المللی تاریخ و آمار فوتبال انتخاب شود.[۵]

| رقابت‌های داخلی | رقابت‌های اروپایی |
| سری آ - قهرمانی: ۳۶ ۱۹۰۵; ۱۹۲۵–۲۶; ۱۹۳۰–۳۱; ۱۹۳۱–۳۱; ۱۹۳۲–۳۳; ۱۹۳۳–۳۴; ۱۹۳۴–۳۵; ۱۹۴۹–۵۰; ۱۹۵۱–۵۲; ۱۹۵۷–۵۸;۱۹۵۹–۶۰; ۱۹۶۰–۶۱; ۱۹۶۶–۶۷; ۱۹۷۱–۷۲; ۱۹۷۲–۷۳; ۱۹۷۴–۷۵; ۱۹۷۶–۷۷; ۱۹۷۷–۷۸; ۱۹۸۰–۸۱; ۱۹۸۱–۸۲; ۱۹۸۳–۸۴; ۱۹۸۵–۸۶; ۱۹۹۴–۹۵; ۱۹۹۶–۹۷; ۱۹۹۷–۹۸; ۲۰۰۱–۰۲; ۲۰۰۲–۰۳; ۲۰۱۱–۱۲; ۲۰۱۲–۱۳; ۲۰۱۳–۱۴; ۲۰۱۴–۱۵; ۲۰۱۵–۱۶; ۲۰۱۶–۱۷; ۲۰۱۷–۱۸; ۲۰۱۸–۱۹; ۲۰۱۹–۲۰ - نایب قهرمانی: ۲۱ ۱۹۰۳; ۱۹۰۴; ۱۹۰۶; ۱۹۳۷–۳۸; ۱۹۴۵–۴۶; ۱۹۴۶–۴۷; ۱۹۵۲–۵۳; ۱۹۵۳–۵۴; ۱۹۶۲–۶۳; ۱۹۷۳–۷۴; ۱۹۷۵–۷۶; ۱۹۷۹–۸۰; ۱۹۸۲–۸۳; ۱۹۸۶–۸۷; ۱۹۹۱–۹۲; ۱۹۹۳–۹۴; ۱۹۹۵–۹۶; ۱۹۹۹–۲۰۰۰; ۲۰۰۰–۰۱; ۲۰۰۸–۰۹ - جایگاه سومی: ۱۲ ۱۹۰۹–۱۰; ۱۹۲۶–۲۷; ۱۹۲۷–۲۸; ۱۹۲۹–۳۰; ۱۹۳۹-;۴۰ ۱۹۴۲–۴۳; ۱۹۵۰–۵۱; ۱۹۶۷–۶۸; ۱۹۶۹–۷۰; ۱۹۷۸–۷۹; ۲۰۰۳–۰۴; ۲۰۰۷–۰۸ جام حذفی ایتالیا - قهرمانی: ۱۵ ۱۹۳۷–۳۸; ۱۹۴۱–۴۲; ۱۹۵۸–۵۹; ۱۹۵۹–۶۰; ۱۹۶۴–۶۵; ۱۹۷۸–۷۹; ۱۹۸۲–۸۳; ۱۹۸۹–۹۰; ۱۹۹۴–۹۵; ۲۰۱۴–۱۵; ۲۰۱۵–۱۶; ۲۰۱۶–۱۷; ۲۰۱۷–۱۸; ۲۰۲۰–۲۰۲۱، ۲۰۲۴-۲۰۲۳ - نایب قهرمانی: ۶ ۱۹۷۲–۷۳; ۱۹۹۱–۹۲; ۲۰۰۱–۰۲; ۲۰۰۳–۰۴; ۲۰۱۱–۱۲; ۲۰–۲۰۱۹ سوپر جام ایتالیا - قهرمانی: ۹ ۱۹۹۵; ۱۹۹۷; ۲۰۰۲; ۲۰۰۳; ۲۰۱۲; ۲۰۱۳; ۲۰۱۵; ۲۰۱۸ ۲۰۲۰ - نایب قهرمانی: ۷ ۱۹۹۰; ۱۹۹۸; ۲۰۰۵; ۲۰۱۴; ۲۰۱۶; ۲۰۱۷; ۲۰۱۹ سری بی - قهرمانی: ۱ ۰۷–۲۰۰۶ | لیگ قهرمانان اروپا - قهرمانی: ۲ ۱۹۸۴–۸۵; ۱۹۹۵–۹۶ - نایب قهرمانی: ۷ ۱۹۷۲–۷۳; ۱۹۸۲–۸۳; ۱۹۹۶–۹۷; ۱۹۹۷–۹۸; ۲۰۰۲–۰۳; ۲۰۱۴–۱۵; ۲۰۱۶–۱۷ - نیمه نهایی: ۳ ۱۹۶۷–۶۸; ۱۹۷۷–۷۸; ۱۹۹۸–۹۹ - یک چهارم نهایی: ۷ ۱۹۶۰–۶۱; ۱۹۸۵–۸۶; ۲۰۰۴–۰۵; ۲۰۰۵–۰۶; ۲۰۱۲–۱۳; ۲۰۱۷–۱۸; ۲۰۱۸–۱۹ لیگ اروپا - قهرمانی: ۳ ۱۹۷۶–۷۷; ۱۹۸۹–۹۰; ۱۹۹۲–۹۳ - نایب قهرمانی: ۱ ۱۹۹۴–۹۵ - نیمه نهایی: ۲ ۱۹۷۴–۷۵; ۲۰۱۳–۱۴ جام در جام اروپا - قهرمانی: ۱ ۱۹۸۳–۸۴ - نیمه نهایی: ۲ ۱۹۷۹–۸۰; ۱۹۹۰–۹۱ سوپر جام اروپا - قهرمانی: ۲ ۱۹۸۴; ۱۹۹۶ جام اینترتوتو - قهرمانی: ۱ ۱۹۹۹ |

| رقابت‌های بین‌المللی                                             |
| جام بین قاره ای - قهرمانی: ۲ ۱۹۸۵; ۱۹۹۶ - نایب قهرمانی: ۱ ۱۹۷۳ |

| افتخارات جزئی | افتخارات جزئی |
| جام لوئیجی برلوسکونی - قهرمانی: ۱۰ ۱۹۹۱; ۱۹۹۵; ۱۹۹۸; ۲۰۰۰; ۲۰۰۱; ۲۰۰۳; ۲۰۰۴; ۲۰۱۰; ۲۰۱۲ - نایب قهرمانی: ۹ ۱۹۹۶; ۱۹۹۷; ۲۰۰۲; ۲۰۰۵; ۲۰۰۶; ۲۰۰۷; ۲۰۰۸; ۲۰۰۹; ۲۰۱۱ جام بیرا مورتی - قهرمانی: ۶ ۱۹۹۷; ۲۰۰۰; ۲۰۰۳; ۲۰۰۴; ۲۰۰۶; ۲۰۰۸ جام واله ائوستا - قهرمانی: ۳ ۲۰۰۱; ۲۰۰۲; ۲۰۰۳ جام جمهوری سن مارینو - قهرمانی: ۳ ۱۹۹۸; ۲۰۰۱; ۲۰۰۲ جام یادبود چزاره بارتی - قهرمانی: ۲ ۱۹۹۲; ۱۹۹۳ کوپا دله آلپی - قهرمانی: ۱ ۱۹۶۳ - نایب قهرمانی: ۱ ۱۹۶۶ جام خوان گمپر - قهرمانی: ۱ ۲۰۰۵ | جام بین‌المللی قهرمانان - قهرمانی: ۱ ۲۰۱۶ تیم کاپ - قهرمانی: ۱ ۲۰۰۹ جام دوستی ایتالیا-اسپانیا - قهرمانی: ۱ ۱۹۶۵ موندیال کلوب - قهرمانی: ۱ ۱۹۸۳ اینتر-سیتیز فیرز کاپ - نایب قهرمانی: ۲ ۱۹۶۵; ۱۹۷۱ جام ترزا هررا - نایب قهرمانی: ۱ ۱۹۹۶ جام صلح - نایب قهرمانی: ۱ ۲۰۰۹ جام لاتین - مقام سومی: ۱ ۱۹۵۲ |

| بهترین باشگاه فوتبال اروپا در سال به انتخاب فدراسیون بین‌المللی تاریخ و آمار فوتبال (۲): - ۲ دوره رتبه اول: ۱۹۹۳; ۱۹۹۶                 |
| موفق‌ترین باشگاه‌های قرن بیستم به انتخاب فدراسیون بین‌المللی تاریخ و آمار فوتبال: - رتبه یوونتوس: دوم                                    |
| موفق‌ترین باشگاه‌های قرن بیستم به انتخاب فیفا: - رتبه یوونتوس: هفتم                                                                     |
| باشگاه یوونتوس اولین باشگاهی است که موفق به کسب هر سه جام معتبر اروپایی شده‌است: (لیگ قهرمانان اروپا - لیگ اروپا - جام در جام اروپا)   |
| یوونتوس تنها باشگاه تاریخ فوتبال ایتالیا است که توانسته‌است ۹ فصل متوالی قهرمان سری آ شود. (فصل ۲۰۱۱–۱۲ الی ۲۰۱۹–۲۰)                   |
| یوونتوس تنها باشگاه تاریخ فوتبال ایتالیا است که توانسته‌است ۴ فصل متوالی دوگانه داخلی را کسب کند. (فصل ۲۰۱۴–۱۵ الی ۲۰۱۷–۱۸)            |
| یوونتوس تنها باشگاه تاریخ فوتبال ایتالیا است که توانسته‌است ۴ فصل متوالی جام حذفی فوتبال ایتالیا را فتح کند. (فصل ۲۰۱۴–۱۵ الی ۲۰۱۷–۱۸) |

| دوگانه‌های تاریخ یوونتوس                                                      |
| - سری آ و جام حذفی (۶): ۱۹۵۹–۶۰; ۱۹۹۴–۹۵; ۲۰۱۴–۱۵; ۲۰۱۵–۱۶; ۲۰۱۶–۱۷; ۲۰۱۷–۱۸ |

| توپ طلا : - بازیکنان یوونتوس تاکنون ۸ مرتبه توانسته‌اند برنده توپ طلا شوند: / اومار سیووری در سال ۱۹۶۱ پائولو روسی در سال ۱۹۸۲ میشل پلاتینی در سال‌های ۱۹۸۳; ۱۹۸۴; ۱۹۸۵ روبرتو باجو در سال ۱۹۹۳ زین الدین زیدان در سال ۱۹۹۸ پاول ندود در سال ۲۰۰۳ - عنوان دومی: دینو زوف در سال ۱۹۷۳ سالواتوره اسکیلاچی در سال ۱۹۹۰ روبرتو باجو در سال ۱۹۹۴ زین الدین زیدان در سال ۲۰۰۰ جانلوئیجی بوفون در سال ۲۰۰۶ کریستیانو رونالدو در سال ۲۰۱۸ - عنوان سومی: جان چارلز در سال ۱۹۵۹ ژبیگنی بونیک در سال ۱۹۸۲ زین الدین زیدان در سال ۱۹۹۷ کریستیانو رونالدو در سال ۲۰۱۹ |
| بازیکن سال فوتبال جهان: بازیکنان یوونتوس تاکنون ۳ مرتبه توانسته‌اند بهترین بازیکن مرد فیفا شوند: روبرتو باجو در سال ۱۹۹۳ زین الدین زیدان در سال ۱۹۹۸; ۲۰۰۰ - عنوان دومی: کریستیانو رونالدو در سال ۲۰۱۸ - عنوان سومی: روبرتو باجو در سال ۱۹۹۴ زین الدین زیدان در سال ۱۹۹۷ کریستیانو رونالدو در سال ۲۰۱۹ |
| بهترین بازیکن مرد فیفا: - عنوان دومی: کریستیانو رونالدو در سال ۲۰۱۸; ۲۰۲۰ - عنوان سومی: کریستیانو رونالدو در سال ۲۰۱۹ |
| جایزه بهترین بازیکن سال اروپا: - عنوان سومی: جانلوئیجی بوفون در فصل ۲۰۱۶–۱۷ کریستیانو رونالدو در فصل ۲۰۱۸–۱۹ |
| بازیکنانی که در دوران حضورشان در یوونتوس موفق به کسب تمامی جام‌های معتبر اروپایی-بین‌المللی شده‌اند: - لیگ قهرمانان اروپا، لیگ اروپا، جام در جام اروپا، سوپرجام اروپا، جام بین قاره ای گائتانو شیره‌آ / آنتونیو کابرینی / ستفانو تاکونی / سرجیو بریو |
| بهترین دروازه‌بان جهان به انتخاب فیفا: جانلوئیجی بوفون = ۱ دوره = ۲۰۱۷ |
| بهترین دروازه‌بان جهان به انتخاب فدراسیون بین‌المللی تاریخ و آمار فوتبال: - عنوان اولی: جانلوئیجی بوفون = ۵ دوره = ۲۰۰۳; ۲۰۰۴; ۲۰۰۶; ۲۰۰۷; ۲۰۱۷ - عنوان دومی: جانلوئیجی بوفون = ۶ دوره = ۲۰۰۸; ۲۰۰۹; ۲۰۱۲; ۲۰۱۳; ۲۰۱۵; ۲۰۱۶ آنجلو پروتزی = ۱ دوره = ۱۹۹۷ |
| دروازه‌بان سال سری آ از یوونتوس: جانلوئیجی بوفون = ۱۰ دوره = ۲۰۰۲; ۲۰۰۳; ۲۰۰۵; ۲۰۰۶; ۲۰۰۸; ۲۰۱۲; ۲۰۱۴; ۲۰۱۵; ۲۰۱۶; ۲۰۱۷ آنجلو پروتزی = ۲ دوره = ۱۹۹۷; ۱۹۹۸ |
| بازیکن ایتالیایی سال سری آ از یوونتوس: الساندرو دل پیرو در سال‌های ۱۹۹۸; ۲۰۰۸ فابیو کاناوارو در سال ۲۰۰۶ |
| بازیکن خارجی سال سری آ از تیم یوونتوس: زین الدین زیدان در سال‌های ۱۹۹۷; ۲۰۰۱ دیوید ترزگه در سال ۲۰۰۲ پاول ندود در سال ۲۰۰۳ زلاتان ابراهیموویچ در سال ۲۰۰۵ |
| بازیکن سال سری آ از تیم یوونتوس: زین الدین زیدان در سال ۲۰۰۱ دیوید ترزگه در سال ۲۰۰۲ پاول ندود در سال ۲۰۰۳ فابیو کاناوارو در سال ۲۰۰۶ آندره‌آ پیرلو در سال‌های ۲۰۱۲; ۲۰۱۳; ۲۰۱۴ کارلوس توز در سال ۲۰۱۵ لئوناردو بونوچی در سال ۲۰۱۶ جانلوئیجی بوفون در سال ۲۰۱۷ کریستیانو رونالدو در سال ۲۰۱۹ |
| بازیکن سال فوتبال ایتالیا از یوونتوس: (Pallone Azzurro) آندره‌آ پیرلو در سال ۲۰۱۲ جانلوئیجی بوفون در سال‌های ۲۰۱۳ و ۲۰۱۶ |
| بازیکنان یوونتوس برنده جایزه گائتانو شیره‌آ: میکل انجلو رامپولا در سال ۱۹۹۹ چرو فررارا در سال ۲۰۰۳ جانلوکا پسوتو در سال ۲۰۰۶ الساندرو دل پیرو در سال ۲۰۰۸ آندره‌آ پیرلو در سال ۲۰۱۳ جانلوئیجی بوفون در سال ۲۰۱۶ آندره‌آ بارزالی در سال ۲۰۱۷ |
| بهترین بازیکن سال یوفا: جانلوئیجی بوفون در سال ۲۰۰۲ |
| بازیکن حاضر در تیم منتخب فوتبال سده ۲۰: میشل پلاتینی |
| برندگان جایزه سالگرد یوفا از بازیکنان یوونتوس: دینو زوف / جان چارلز / ماسیمو بونینی / سرگی آلینیکوف |
| جایزه پای طلایی: پاول ندود در سال ۲۰۰۴ الساندرو دل پیرو در سال ۲۰۰۷ جانلوئیجی بوفون در سال ۲۰۱۶ کریستیانو رونالدو در سال ۲۰۲۰ |
| بهترین فوتبالیست سال جهان از سوی جوایز گلوب ساکر: کریستیانو رونالدو در سال‌های ۲۰۱۸; ۲۰۱۹ |
| بهترین فوتبالیست سال جهان از سوی مجله ورلد ساکر: پائولو روسی در سال ۱۹۸۲ میشل پلاتینی در سال‌های ۱۹۸۴; ۱۹۸۵ روبرتو باجو در سال ۱۹۹۳ جان لوکا ویالی در سال ۱۹۹۵ زین الدین زیدان در سال ۱۹۹۸ پاول ندود در سال ۲۰۰۳ فابیو کاناوارو در سال ۲۰۰۶ |
| بهترین ورزشکار سال جهان از سوی مجله اکیپ فرانسه: پائولو روسی در سال ۱۹۸۲ زین الدین زیدان در سال ۱۹۹۸ |
| برندگان جایزه توپ زرین جام جهانی فوتبال از یوونتوس: پائولو روسی در سال ۱۹۸۲ سالواتوره اسکیلاچی در سال ۱۹۹۰ |
| جایزه براوو: ماسیمو بونینی در سال ۱۹۸۳ الساندرو دل پیرو در سال ۱۹۹۶ پل پوگبا در سال ۲۰۱۴ |
| جایزه کوپا: ماتیس دی لیخت در سال ۲۰۱۹ |
| جایزه پسر طلایی اروپا: پل پوگبا در سال ۲۰۱۳ |
| حضور بازیکنان یوونتوس در تیم سال یوفا: دیوید ترزگه / زین الدین زیدان در سال ۲۰۰۱ جانلوئیجی بوفون / پاول ندود در سال ۲۰۰۳ جانلوئیجی بوفون / پاول ندود در سال ۲۰۰۴ پاول ندود در سال ۲۰۰۵ جانلوئیجی بوفون / جیانلوکا زامبروتا / فابیو کاناوارو در سال ۲۰۰۶ پل پوگبا در سال ۲۰۱۵ جانلوئیجی بوفون / لئوناردو بونوچی در سال ۲۰۱۶ جانلوئیجی بوفون / جورجو کیه‌لینی / دنی آلوز در سال ۲۰۱۷ کریستیانو رونالدو در سال ۲۰۱۸ ماتیس دی لیخت / کریستیانو رونالدو در سال ۲۰۱۹ |
| حضور بازیکنان یوونتوس در تیم سال فیفا: جانلوئیجی بوفون / جیانلوکا زامبروتا / فابیو کاناوارو / لیلیان تورام در سال ۲۰۰۶ جانلوئیجی بوفون در سال ۲۰۰۷ پل پوگبا در سال ۲۰۱۵ دنی آلوز در سال ۲۰۱۶ جانلوئیجی بوفون / لئوناردو بونوچی / دنی آلوز در سال ۲۰۱۷ کریستیانو رونالدو در سال ۲۰۱۸ ماتیس دی لیخت / کریستیانو رونالدو در سال ۲۰۱۹ کریستیانو رونالدو در سال ۲۰۲۰ |
| حضور بازیکنان یوونتوس در تیم سال سری آ: - کلودیو مارکیزیو در سال ۲۰۱۱ - جانلوئیجی بوفون / آندره‌آ بارزالی / آندره‌آ پیرلو / کلودیو مارکیزیو در سال ۲۰۱۲ - جورجو کیه‌لینی / آندره‌آ بارزالی / آندره‌آ پیرلو / آرتورو ویدال در سال ۲۰۱۳ - جانلوئیجی بوفون / آندره‌آ بارزالی / آندره‌آ پیرلو / آرتورو ویدال / آساموا / پل پوگبا / کارلوس توس در سال ۲۰۱۴ - جانلوئیجی بوفون / لئوناردو بونوچی / جورجو کیه‌لینی / پل پوگبا / آندره‌آ پیرلو / کارلوس توس در سال ۲۰۱۵ - جانلوئیجی بوفون / لئوناردو بونوچی / جورجو کیه‌لینی / پل پوگبا / آندره‌آ بارزالی / پائولو دیبالا در سال ۲۰۱۶ - جانلوئیجی بوفون / لئوناردو بونوچی / دنی آلوز / آلکس ساندرو / پیانیچ / پائولو دیبالا / ایگواین در سال ۲۰۱۷ - جورجو کیه‌لینی / آلکس ساندرو / پیانیچ / پائولو دیبالا در سال ۲۰۱۸ - جورجو کیه‌لینی / ژوآو کانسلو / پیانیچ / کریستیانو رونالدو در سال ۲۰۱۹ |
| حضور بازیکنان یوونتوس در فیفا ۱۰۰: الساندرو دل پیرو / جانلوئیجی بوفون / جیامپیرو بونیپرتی / دینو زوف / پائولو روسی / روبرتو باجو / کریستین ویری / زین الدین زیدان / میشل پلاتینی / لیلیان تورام / پاتریک ویرا / دیدیه دشان / تیری هانری / دیوید ترزگه / اومار سیووری / پاول ندود / ژبیگنی بونیک / ادگار داویدس / میشل لادروپ |
| بهترین مربی جهان از باشگاه یوونتوس به انتخاب فدراسیون بین‌المللی تاریخ و آمار فوتبال: مارچلو لیپی در سال‌های ۱۹۹۶ و ۱۹۹۸ |
| بهترین مربی جهان از باشگاه یوونتوس به انتخاب جوایز گلوب ساکر: آنتونیو کونته در سال ۲۰۱۳ |
| مربی سال سری آ از باشگاه یوونتوس: مارچلو لیپی در سال‌های ۱۹۹۷ و ۱۹۹۸ و ۲۰۰۳ کارلو آنچلوتی در سال ۲۰۰۱ فابیو کاپلو در سال ۲۰۰۵ آنتونیو کونته در سال‌های ۲۰۱۲ و ۲۰۱۳ و ۲۰۱۴ ماسیمیلیانو آلگری در سال‌های ۲۰۱۵ و ۲۰۱۶ و ۲۰۱۸ |

## توضیحات
1. ↑  دوگانه داخلی شامل لیگ فوتبال ایتالیا (سری آ) و جام حذفی فوتبال ایتالیا (کوپا ایتالیا) می‌شود
2. ↑  ۷۰ جام معتبر (سری آ ۳۶، جام حذفی ایتالیا ۱۳، سوپرجام ایتالیا ۹، سری بی ایتالیا ۱، لیگ قهرمانان اروپا ۲، لیگ اروپا ۳، جام در جام اروپا ۱، سوپرجام اروپا ۲، جام اینترتوتو ۱، جام بین قاره‌ای ۲)
3. ↑  سه جام معتبر اروپایی عبارت اند از: لیگ قهرمانان اروپا - جام در جام اروپا - لیگ اروپا
4. ↑  دوگانه داخلی شامل لیگ فوتبال ایتالیا (سری آ) و جام حذفی فوتبال ایتالیا (کوپا ایتالیا) می‌شود